# Pizzo Rüscada
Pizzo Rüscada är en bergstopp i Schweiz.   Den ligger i distriktet Vallemaggia och kantonen Ticino, i den sydöstra delen av landet, 110 km sydost om huvudstaden Bern. Toppen på Pizzo Rüscada är 2 558 meter över havet, eller 262 meter över den omgivande terrängen. Bredden vid basen är 1,3 km.
Terrängen runt Pizzo Rüscada är huvudsakligen bergig. Närmaste större samhälle är Cevio, 12,3 km sydväst om Pizzo Rüscada. 
Trakten runt Pizzo Rüscada består i huvudsak av gräsmarker. Runt Pizzo Rüscada är det mycket glesbefolkat, med 2 invånare per kvadratkilometer.